# Luca Ceccaroli
Luca Ceccaroli (5 luglio 1995) è un calciatore sammarinese,  centrocampista del Tre Penne e della nazionale sammarinese.

## Carriera

### Club
Dopo aver giocato nelle giovanili del San Marino, nella stagione 2012-2013 gioca in Eccellenza con il
Cattolica. 
Nella prima parte di stagione 2013-2014 gioca in Eccellenza con il Misano. 
Nella seconda parte di stagione torna al San Marino. 
Esordisce nel campionato sammarinese con il Domagnano nella stagione 2014-2015.
A Gennaio 2019 si trasferisce in prestito al 
Tre Penne. Dopo aver vinto il campionato, a fine stagione viene acquistato a titolo definitivo.

### Nazionale
Con la Nazionale Under-17 ha preso parte alle qualificazioni agli Europei Under-17 del 2012.
Con la Nazionale Under-19 ha preso parte alle qualificazioni agli Europei Under-19 del 2013 e 2014.
Con la Nazionale Under-21 ha preso parte alle qualificazioni agli Europei Under-21 del 2015 e 2017.
Con la Nazionale B ha preso parte alla Coppa delle Regioni UEFA 2017 e 2019.

### Riconoscimenti
Il 5 agosto 2019 si aggiudica il Pallone di Cristallo, premio per il miglior giocatore sammarinese (o residente) del Campionato Sammarinese assegnato nell'ambito di "Calcio Estate", manifestazione organizzata dalla Federazione Sammarinese Giuoco Calcio.

## Palmarès

### Club

#### Competizioni nazionali
- Campionato sammarinese: 2

Tre Penne: 2018-2019, 2022-2023

### Individuale
- Premio Pallone di Cristallo: 2

2019, 2023

## Statistiche

### Presenze e reti nei club
Statistiche aggiornate al 16 Maggio 2025.
| Stagione         | Squadra          | Campionato       | Campionato | Campionato | Coppe nazionali | Coppe nazionali | Coppe nazionali | Coppe continentali | Coppe continentali | Coppe continentali | Altre coppe | Altre coppe | Altre coppe | Totale | Totale |      |      |      |      |
| Stagione         | Squadra          | Comp             | Pres       | Reti       | Comp            | Pres            | Reti            | Comp               | Pres               | Reti               | Comp        | Pres        | Reti        | Comp   | Pres   | Reti | Comp | Pres | Reti |
| ---------------- | ---------------- | ---------------- | ---------- | ---------- | --------------- | --------------- | --------------- | ------------------ | ------------------ | ------------------ | ----------- | ----------- | ----------- | ------ | ------ | ---- | ---- | ---- | ---- |
| gen.-giu. 2019   | Tre Penne        | CS               | 12         | 7          | CT              | 2               | 0               | -                  | -                  | -                  | -           | -           | -           | 14     | 7      |      |      |      |      |
| 2019-2020        | Tre Penne        | CS               | 13         | 4          | CT              | 4               | 2               | UCL+UEL            | 1+2                | 0                  | SM          | 1           | 0           | 21     | 6      |      |      |      |      |
| 2020-2021        | Tre Penne        | CS               | 12         | 0          | CT              | 2               | 0               | UEL                | 1                  | 0                  | -           | -           | -           | 15     | 0      |      |      |      |      |
| 2021-2022        | Tre Penne        | CS               | 26         | 10         | CT              | 3               | 1               | ECL                | 0                  | 0                  | -           | -           | -           | 29     | 11     |      |      |      |      |
| 2022-2023        | Tre Penne        | CS               | 25         | 7          | CT              | 6               | 1               | ECL                | 1                  | 0                  | -           | -           | -           | 32     | 8      |      |      |      |      |
| 2023-2024        | Tre Penne        | CS               | 17         | 5          | CT              | 2               | 1               | UCL+ECL            | 1+1                | 0                  | SM          | 1           | 0           | 22     | 6      |      |      |      |      |
| 2024-2025        | Tre Penne        | CS               | 24         | 7          | CT              | 4               | 1               | ECL                | 2                  | 0                  | -           | -           | -           | 30     | 8      |      |      |      |      |
| Totale Tre Penne | Totale Tre Penne | Totale Tre Penne | 129        | 40         |                 | 23              | 6               |                    | 9                  | 0                  |             | 2           | 0           | 163    | 46     |      |      |      |      |
| Totale carriera  | Totale carriera  | Totale carriera  | 129        | 40         |                 | 23              | 6               |                    | 9                  | 0                  |             | 2           | 0           | 163    | 46     |      |      |      |      |

### Cronologia presenze e reti in nazionale
| Cronologia completa delle presenze e delle reti in nazionale ― San Marino | Cronologia completa delle presenze e delle reti in nazionale ― San Marino | Cronologia completa delle presenze e delle reti in nazionale ― San Marino | Cronologia completa delle presenze e delle reti in nazionale ― San Marino | Cronologia completa delle presenze e delle reti in nazionale ― San Marino | Cronologia completa delle presenze e delle reti in nazionale ― San Marino | Cronologia completa delle presenze e delle reti in nazionale ― San Marino | Cronologia completa delle presenze e delle reti in nazionale ― San Marino |
| Data                                                                      | Città                                                                     | In casa                                                                   | Risultato                                                                 | Ospiti                                                                    | Competizione                                                              | Reti                                                                      | Note                                                                      |
| ------------------------------------------------------------------------- | ------------------------------------------------------------------------- | ------------------------------------------------------------------------- | ------------------------------------------------------------------------- | ------------------------------------------------------------------------- | ------------------------------------------------------------------------- | ------------------------------------------------------------------------- | ------------------------------------------------------------------------- |
| 13-10-2019                                                                | Glasgow                                                                   | Scozia                                                                    | 6 – 0                                                                     | San Marino                                                                | Qual. Euro 2020                                                           | -                                                                         | 80’                                                                       |
| 16-11-2019                                                                | Serravalle                                                                | San Marino                                                                | 1 – 3                                                                     | Kazakistan                                                                | Qual. Euro 2020                                                           | -                                                                         | 80’ 90’                                                                   |
| 5-9-2020                                                                  | Gibilterra                                                                | Gibilterra                                                                | 1 – 0                                                                     | San Marino                                                                | UEFA Nations League 2020-2021 - 1º turno                                  | -                                                                         | 65’                                                                       |
| 8-9-2020                                                                  | Serravalle                                                                | San Marino                                                                | 0 – 2                                                                     | Liechtenstein                                                             | UEFA Nations League 2020-2021 - 1º turno                                  | -                                                                         | 3’ 67’                                                                    |
| 7-10-2020                                                                 | Lubiana                                                                   | Slovenia                                                                  | 4 – 0                                                                     | San Marino                                                                | Amichevole                                                                | -                                                                         | 46’                                                                       |
| 11-11-2020                                                                | Serravalle                                                                | San Marino                                                                | 0 – 3                                                                     | Lettonia                                                                  | Amichevole                                                                | -                                                                         | 74’                                                                       |
| 25-3-2021                                                                 | Londra                                                                    | Inghilterra                                                               | 5 – 0                                                                     | San Marino                                                                | Qual. Mondiali 2022                                                       | -                                                                         | 55’                                                                       |
| 31-3-2021                                                                 | Serravalle                                                                | San Marino                                                                | 0 – 2                                                                     | Albania                                                                   | Qual. Mondiali 2022                                                       | -                                                                         | 80’                                                                       |
| 2-9-2021                                                                  | Andorra la Vella                                                          | Andorra                                                                   | 2 – 0                                                                     | San Marino                                                                | Qual. Mondiali 2022                                                       | -                                                                         | 75’                                                                       |
| 12-10-2021                                                                | Serravalle                                                                | San Marino                                                                | 0 – 3                                                                     | Andorra                                                                   | Qual. Mondiali 2022                                                       | -                                                                         | 68’                                                                       |
| 25-3-2022                                                                 | Serravalle                                                                | San Marino                                                                | 1 – 2                                                                     | Lituania                                                                  | Amichevole                                                                | -                                                                         | 61’                                                                       |
| 28-3-2022                                                                 | San Pedro del Pinatar                                                     | Capo Verde                                                                | 2 – 0                                                                     | San Marino                                                                | Amichevole                                                                | -                                                                         | 33’                                                                       |
| 5-6-2022                                                                  | Serravalle                                                                | San Marino                                                                | 0 – 2                                                                     | Malta                                                                     | UEFA Nations League 2022-2023 - 1º turno                                  | -                                                                         | 68’                                                                       |
| 9-6-2022                                                                  | Serravalle                                                                | San Marino                                                                | 0 – 1                                                                     | Islanda                                                                   | Amichevole                                                                | -                                                                         | 84’                                                                       |
| 12-6-2022                                                                 | Ta' Qali                                                                  | Malta                                                                     | 1 – 0                                                                     | San Marino                                                                | UEFA Nations League 2022-2023 - 1º turno                                  | -                                                                         | 79’                                                                       |
| 21-9-2022                                                                 | Serravalle                                                                | San Marino                                                                | 0 – 0                                                                     | Seychelles                                                                | Amichevole                                                                | -                                                                         | 59’                                                                       |
| 16-6-2023                                                                 | Parma                                                                     | San Marino                                                                | 0 – 3                                                                     | Kazakistan                                                                | Qual. Euro 2024                                                           | -                                                                         | 65’                                                                       |
| 7-9-2023                                                                  | Copenaghen                                                                | Danimarca                                                                 | 4 – 0                                                                     | San Marino                                                                | Qual. Euro 2024                                                           | -                                                                         | 46’                                                                       |
| 14-10-2023                                                                | Belfast                                                                   | Irlanda del Nord                                                          | 3 – 0                                                                     | San Marino                                                                | Qual. Euro 2024                                                           | -                                                                         | 76’                                                                       |
| Totale                                                                    |                                                                           | Presenze                                                                  | 19                                                                        |                                                                           | Reti                                                                      | 0                                                                         |                                                                           |